# West Lydford
West Lydford är en by i civil parish Lydford-on-Fosse, i enhetskommunen Somerset, i grevskapet Somerset, i England. Byn är belägen 15 km från Yeovil. West Lydford var en civil parish fram till 1933 när blev den en del av Lydford. Civil parish hade 263 invånare år 1931. Byn nämndes i Domedagsboken (Domesday Book) år 1086, och kallades då Lideford.